# Stay (David Bowie)
Stay è un brano musicale scritto ed interpretato dal musicista rock britannico David Bowie, incluso nel suo album Station to Station del 1976.

## Il brano
Nel luglio 1976 Stay venne pubblicata su singolo come "Lato A" soltanto negli Stati Uniti, come 45 giri abbinato alla compilation ChangesOneBowie della RCA, anche se la canzone non era comunque inclusa nella raccolta.
La composizione della canzone, che contiene uno dei riff chitarristici più noti della discografia di Bowie, è stata descritta dal chitarrista Carlos Alomar come un altro di quei pezzi funky, "incisi sotto l'effetto della frenesia da cocaina". Il testo della canzone è stato interpretato come un "riflesso delle incertezze sulle conquiste sessuali", ma anche come un esempio del tipico "romanticismo decadente" del Duca Bianco.

### Esecuzioni dal vivo
- Una versione live della canzone venne registrata al Nassau Coliseum, Long Island, il 23 marzo 1976 e pubblicata come bonus track nella ristampa CD di Station to Station della Rykodisc del 1991. Inoltre, la stessa versione è inclusa nell'edizione deluxe dell'album uscita nel 2010.
- Una registrazione proveniente dal BBC Radio Theatre di Londra, il 27 giugno 2000, è stata pubblicata sul bonus disc accluso alla prima stampa dell'album Bowie at the Beeb.

### Altre uscite
- La traccia è stata pubblicata come B-side del singolo Suffragette City nel luglio 1976.
- La versione singolo di Stay è apparsa anche nella colonna sonora del film Christiane F. - Noi, i ragazzi dello zoo di Berlino.

## Tracce singolo USA
RCA 10736
1. Stay (Bowie)  – 3:21
2. Word on a Wing (Bowie)

## Formazione
- David Bowie: Voce, Chitarra, Mellotron
- Carlos Alomar, Earl Slick: Chitarra
- George Murray: Basso
- Dennis Davis: Batteria
- Roy Bittan: Pianoforte in Word on a Wing

## Cover
- Ava Cherry - 3" CD single